# Gefleckte Heidelibelle
Die Gefleckte Heidelibelle (Sympetrum flaveolum) ist eine Libellenart aus der Familie der Segellibellen (Libellulidae). Diese sind eine Familie der Großlibellen (Anisoptera).

## Merkmale

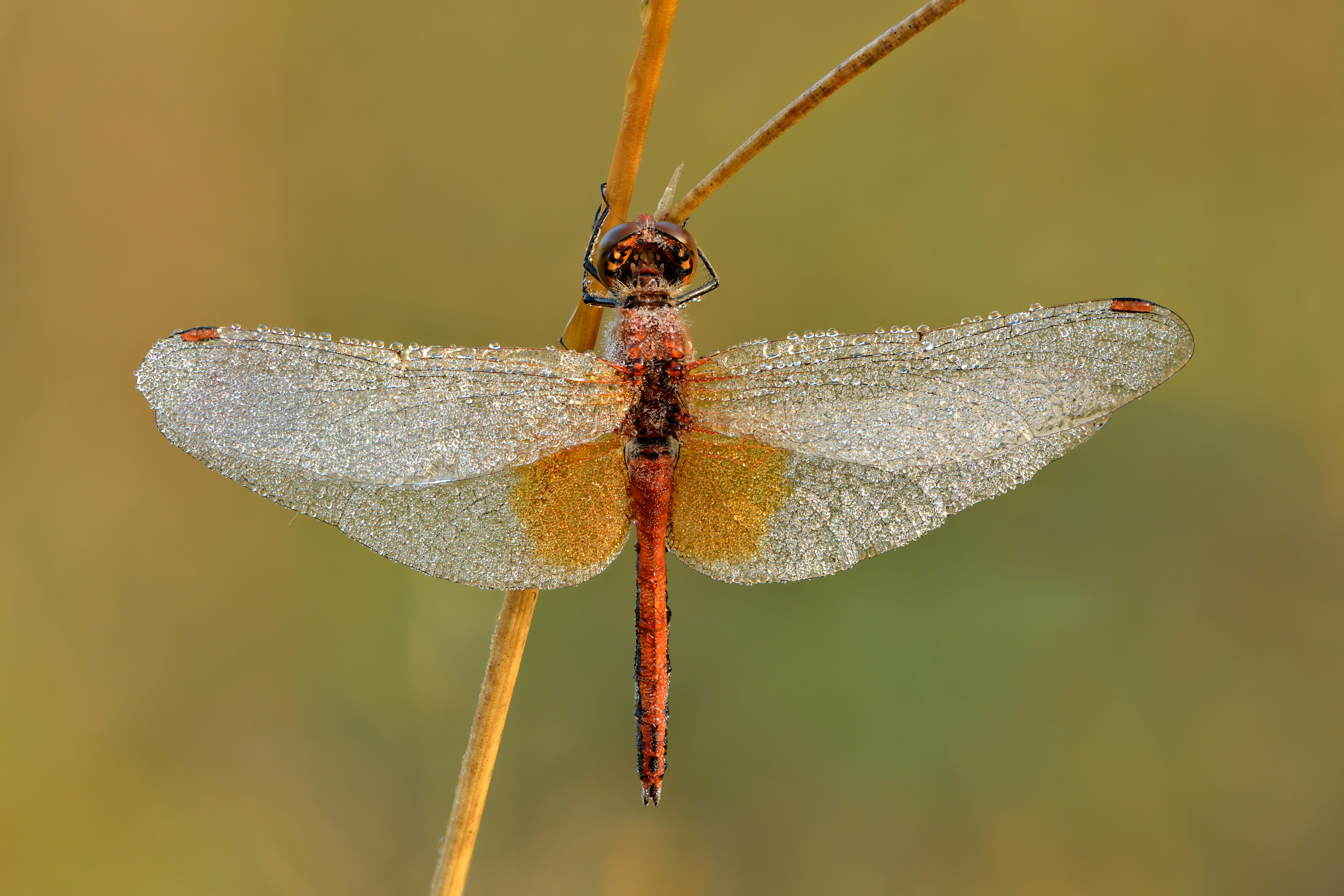
Männchen mit taubenetzten Flügeln

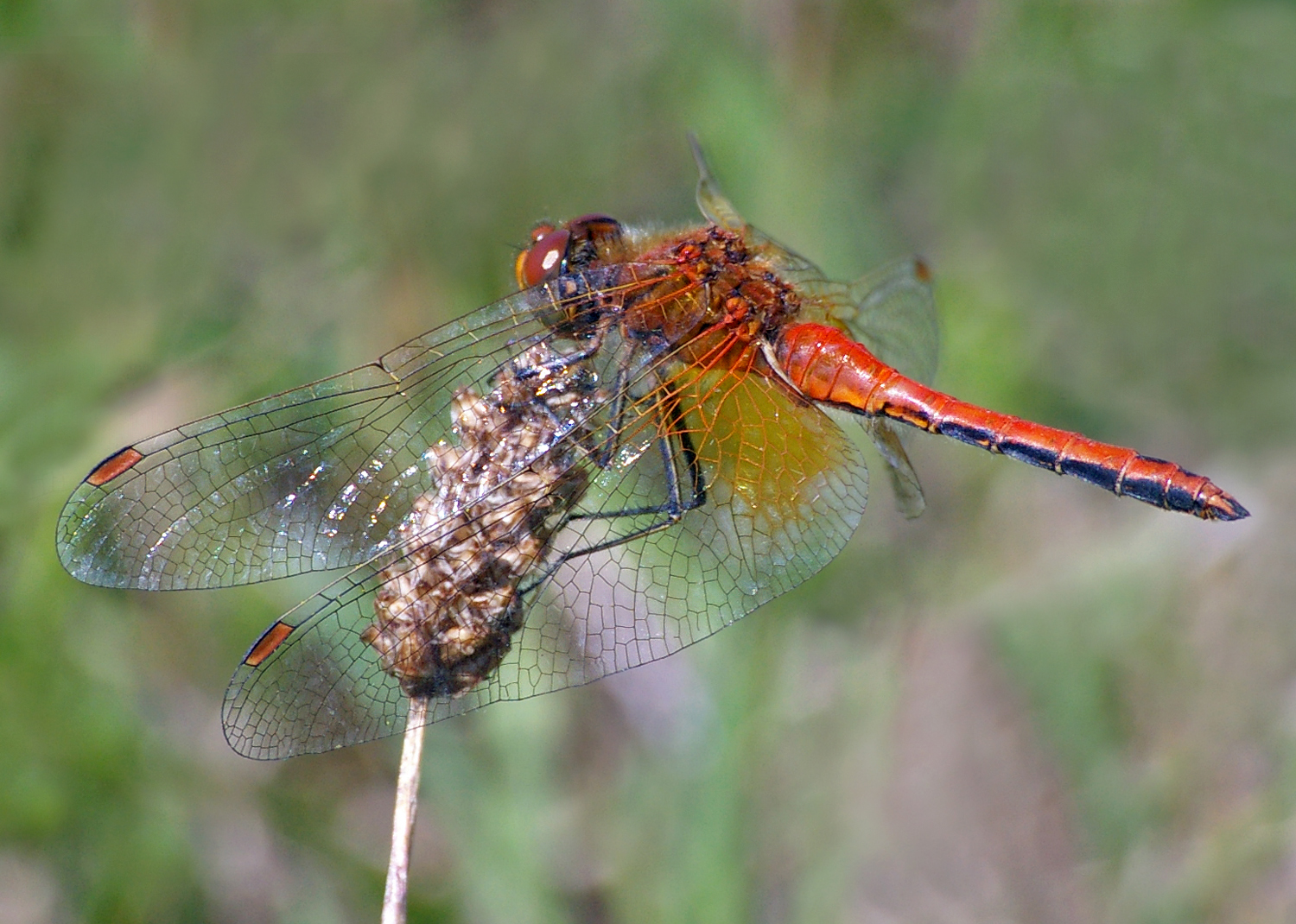
Männchen

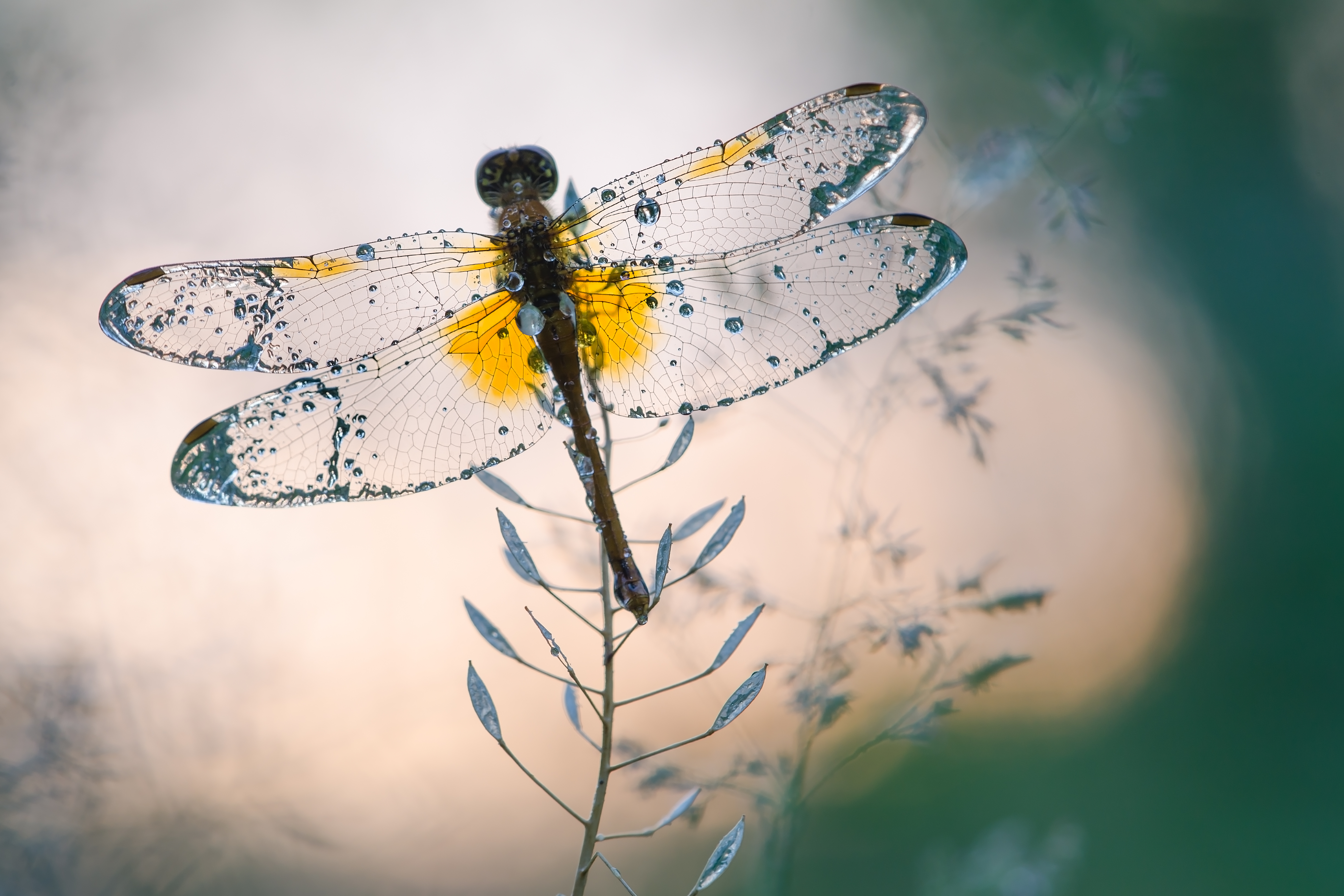
Typisches Merkmal der Art sind die gelben Flecken auf den Hinterflügeln

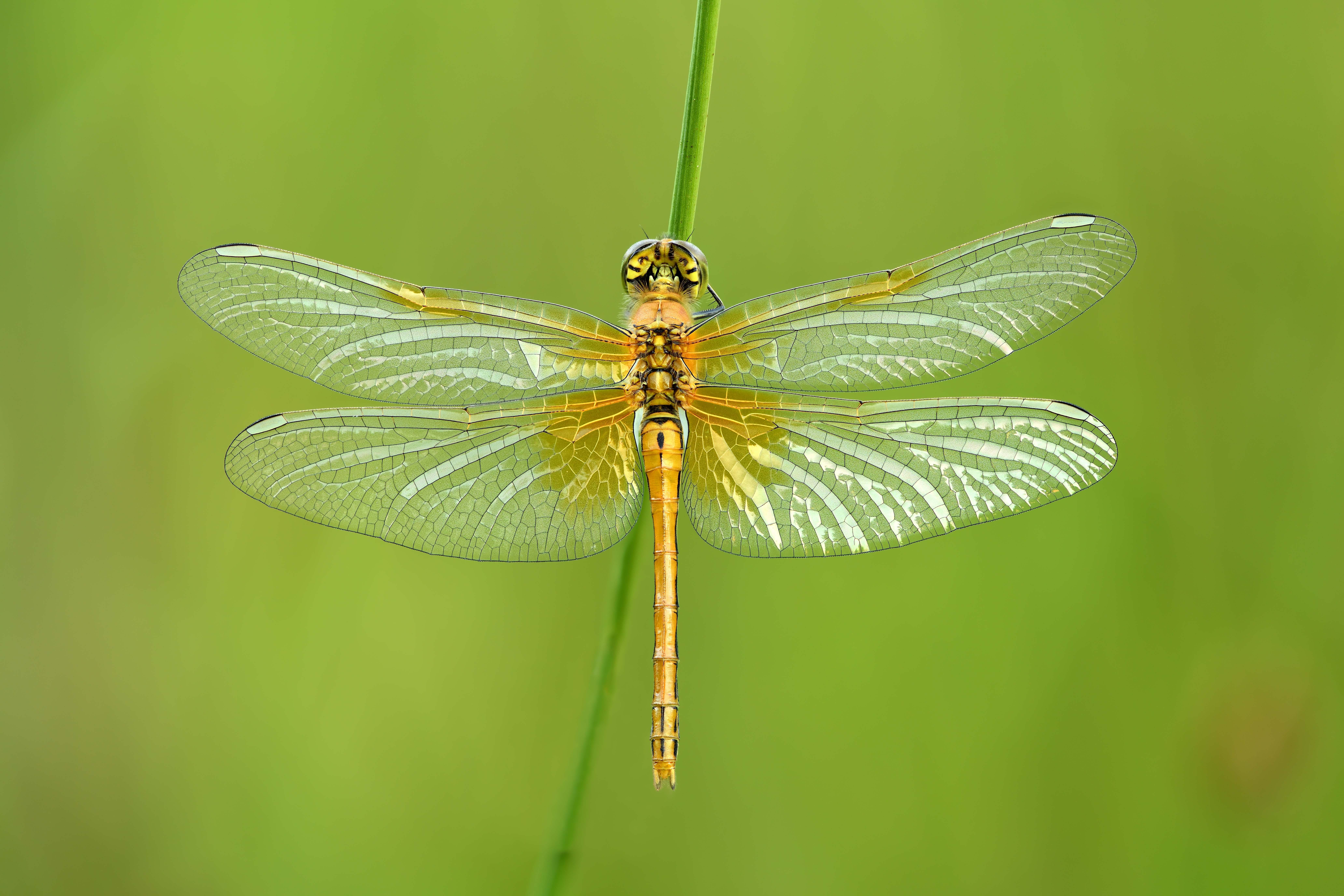
Juveniles Weibchen, kurz nach dem Schlupf (Imaginalhäutung)

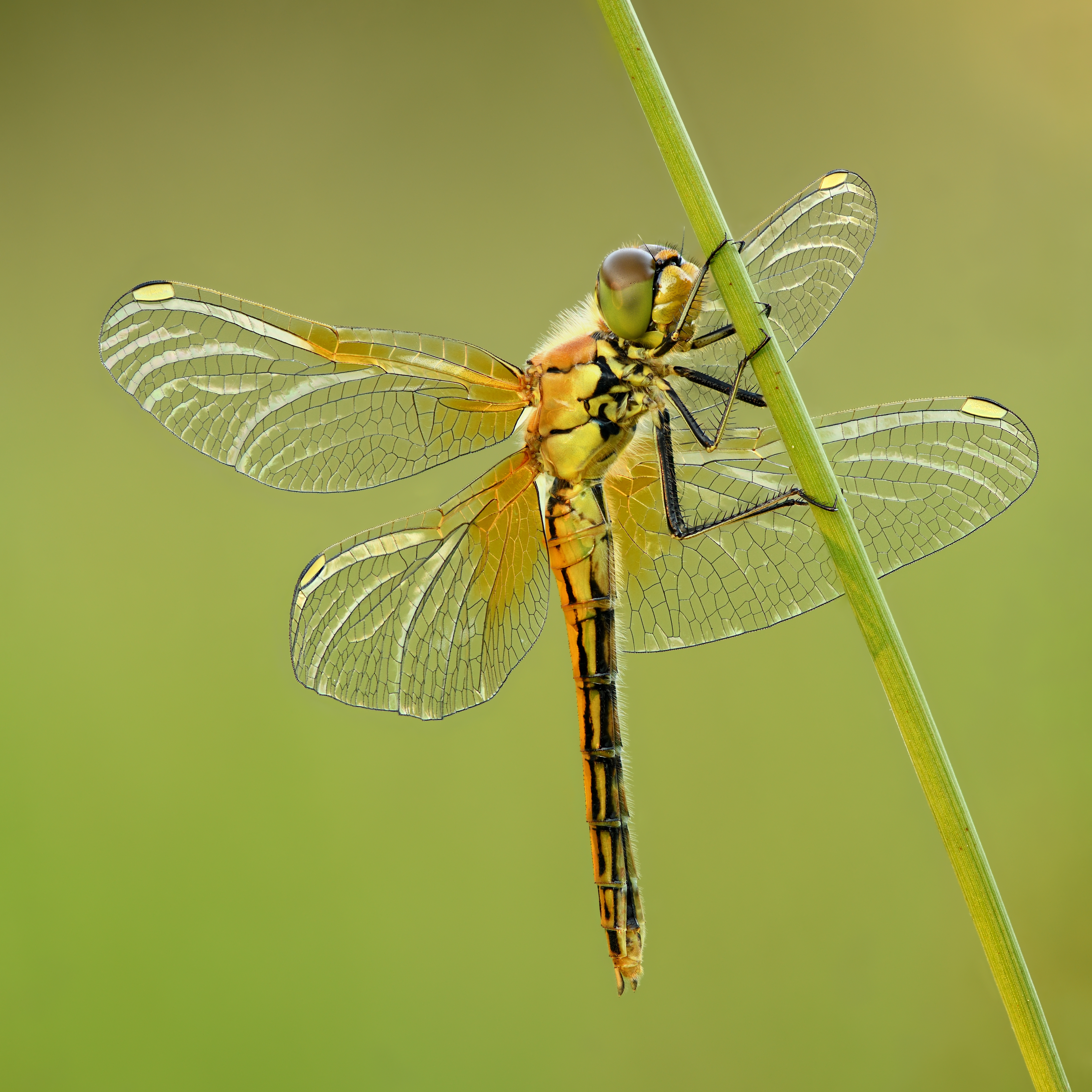
Junges Weibchen, untere Seitenansicht

Mit einer Flügelspannweite von fünf bis sechs Zentimetern und einer Körperlänge von vier Zentimetern gehört die Gefleckte Heidelibelle zu den mittelgroßen Libellen.
Sie ist aufgrund der gelb-bräunlichen Basalflecken auf den Hinterflügeln leicht von anderen Arten zu unterscheiden. Eine Verwechslung ist dabei lediglich mit der Frühen Heidelibelle (S. fonscolombii) möglich, bei der vergleichbare Basalflecken ebenfalls zu finden sind, allerdings deutlich kleiner. Bei älteren Weibchen der Gefleckten Heidelibelle verblasst mit dem Alter gelegentlich die Färbung. In diesem Fall hilft bei der Unterscheidung das rotbraune Flügelmal (Pterostigma), das bei der Frühen Heidelibelle hellbraun und schwarz umrandet ist. Eine eindeutige Unterscheidung ist auf jeden Fall durch eine Untersuchung der Genitalmorphologie möglich.
Die Farbe des Hinterleibes ändert sich in Abhängigkeit von der Temperatur und ist beim Männchen bei kühler Umgebung eher bräunlich, bei höheren Temperaturen dagegen leuchtend rot. Der Hinterleib des Weibchens ist gelb bis graubraun. Auf dem achten und neunten Segment des Hinterleibs beider Geschlechter befinden sich schwarze Mittelstreifen.

## Verbreitung
Die Gefleckte Heidelibelle kommt in Vorder- und Nordasien sowie in Teilen Europas vor. Das geschlossene Verbreitungsgebiet reicht von Japan und Kamtschatka über Sibirien und das südliche Skandinavien bis nach Mitteleuropa. Obwohl sie vor allem in den nördlicheren Regionen vorkommt, findet man sie auch in Portugal, Nordspanien und -italien. In Großbritannien ist sie häufig als Vermehrungsgast anzutreffen, der aus Nordfrankreich einfliegt. In Westfrankreich ist die Art dagegen meist seltener.
Die Art kann noch deutlich über 1000 Metern Höhe nachgewiesen werden. Der höchste Fundort in Deutschland lag bei einer Höhe von 1050 Metern und in der Schweiz bei 2155 Metern. Für Kärnten wird eine natürliche Verbreitung bis in 1399 Metern angegeben und in den Pyrenäen gibt es Funde der Larvalhäute (Exuvien) noch in einer Höhe von 2430 Metern.

## Habitat
Der Lebensraum der Gefleckten Heidelibelle kann sehr vielfältig gestaltet sein. Sie ist häufig im Bereich von kleineren Stillgewässern zu finden, die mit Seggen bewachsen sind. Dabei handelt es sich vor allem um Seggensümpfe mit nur geringen Anteilen offener Wasserflächen und einem hohen Deckungsgrad der Seggen. Auch verlandete Uferbereiche von flachen Teichen, Pioniergewässer und Feuchtwiesen sind beliebt. Die Gebiete können inmitten von Brachflächen oder landwirtschaftlich genutzten Gebieten liegen. Sie sind nur sehr selten von Wäldern oder Gebüsch umstanden, aber fast ausnahmslos sonnenexponiert.
Die Reproduktionsgewässer zeichnen sich dadurch aus, dass sie mehr oder weniger starke Wasserstandsschwankungen haben und das Ufer sehr flach ausläuft. Dadurch fallen diese Gewässer auch häufig trocken, vor allem im Hochsommer. Hinzu kommt eine rasenartige Vegetation, die weitgehend deckend ist. Die Gefleckte Heidelibelle jagt bevorzugt auf brachliegenden Wiesen und Feldern in der Nähe der Gewässer.

### Larvalhabitat
Die Larven leben vor allem im flachen Uferbereich der Reproduktionsgewässer in wenigen Zentimetern Tiefe. Die Vegetation spielt für ihre Lebensweise nur eine sehr untergeordnete Rolle, vertikale Halme nutzen sie nur, wenn sie das Wasser zur Verwandlung in das fertige Insekt (Imago) verlassen. Selbst in Gewässern mit leichter Strömung ist das Wasser im Mikrohabitat der Larven immer weitgehend unbewegt. Der Bodengrund besteht meistens aus Schlamm oder Resten von pflanzlichen Abbaustoffen (Detritus). Bezüglich der chemischen Qualität der Gewässer sind die Larven relativ anspruchslos und haben bei den meisten Faktoren eine große Toleranzbreite. Dies umfasst pH-Werte von 4,5 bis 9,3 ebenso wie stark variierende Ionenkonzentrationen und einen schwankenden Sauerstoffanteil. Die Larvalgewässer werden entsprechend meist als meso-eutroph eingestuft, also mit einem mittleren bis hohen Grad organischer Belastung.
Wichtig für die Entwicklung der Larven dieser Art ist offensichtlich eine regelmäßige Veränderung des Wasserstandes. Eine Überschwemmung von mindestens zwei Monaten ist für die Larvalentwicklung notwendig. Vor allem eine frühsommerliche Überschwemmung größerer Flächen führt zu optimalen Vermehrungszahlen der Tiere, in manchen Jahren auch zu Massenvermehrungen.

## Lebensweise

### Flugzeiten
Die Flugzeit der Libellen dauert von Mitte Mai bis Anfang Oktober, wobei sie in höheren Lagen etwas später erscheinen als in Tieflagen. Dabei erfolgt die Emergenz, also die Umwandlung der Larven zu Imagines und das damit verbundene Verlassen des Wassers, im Normalfall nicht synchron. In manchen Jahren kommt es allerdings zu regionalen Massenauftreten der Tiere, bei denen innerhalb weniger Tage Tausende Individuen der Art schlüpfen. Diese Massenauftreten sind abhängig vom Auftreten von Hochwasser im Frühsommer sowie in den Vorjahren, in denen bereits relativ viele Libellen vorhanden waren. Besonders im Hochsommer halten sich die Tiere in den Vormittagsstunden am Gewässer auf und verlassen diese gegen Mittag, um in der Umgebung zu jagen.
Die frischgeschlüpften Libellen verbringen nach dem Verlassen der Larvenhülle (Exuvie) die meiste Zeit in unmittelbarer Nähe der Entwicklungsgewässer, meistens in der Vegetation von benachbarten Brach- und Sumpfwiesen. Die Jagdgebiete können dagegen in etwas größerer Entfernung vom Gewässer liegen. Die Tiere bevorzugen für die Jagd sonnige und windgeschützte Plätze, vor allem Wiesen und auch Getreidefelder. Als Ruheplätze dienen sonnenexponierte Pflanzenstängel, wo sie sich auch zu größeren Ansammlungen zusammenfinden können.

### Verhalten
In einigen Gebieten und besonders in Jahren mit Massenvermehrungen neigt diese Art zu Aggregationen, bei denen sich eine große Anzahl der Tiere an einem Ort sammelt und gemeinsam ruht oder sich sonnt. Es handelt sich dabei um noch nicht geschlechtsreife Junglibellen. Nach einigen Tagen lösen sich diese Ansammlungen mit Beginn der Geschlechtsreife auf. Bei Zählungen wurden bis zu 80 Tiere pro Quadratmeter erfasst.
Wie andere Libellen nutzen die Gefleckten Heidelibellen die morgendliche Sonnenbestrahlung zur Aufwärmung ihrer Flugmuskulatur. Diesen Prozess können sie durch Vibrieren mit den Flügeln verkürzen. Die Tiere jagen Insekten während des Fluges, attackieren jedoch auch blütenbesuchende Insekten, vor allem auf weißen und gelben Blüten.

### Paarung und Eiablage

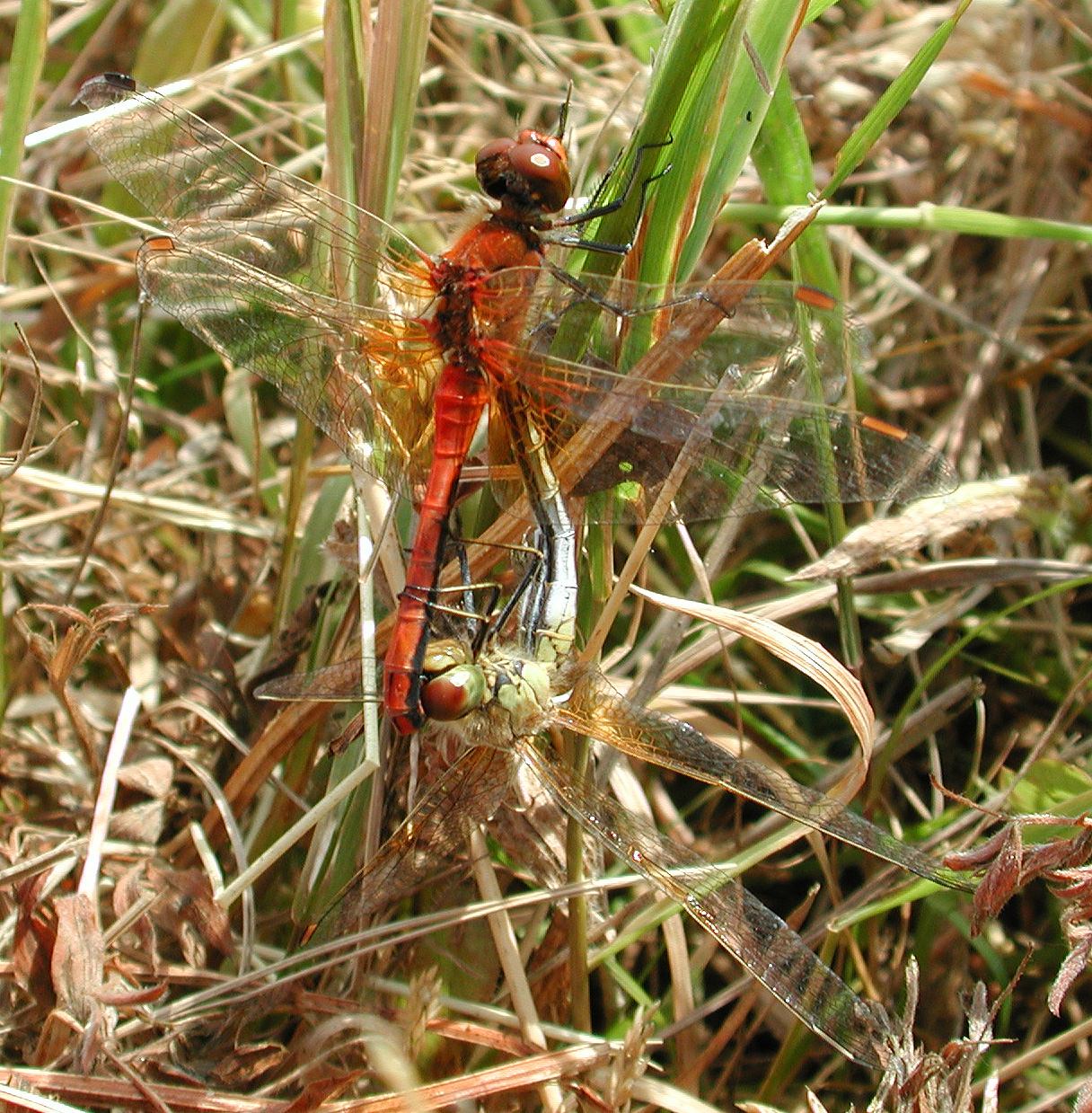
Paarungsrad

Zur Partnersuche überfliegen die Männchen vor allem die trocken gefallenen Bereiche der Verlandungszone der Gewässer, seltener überfliegen sie die Ränder der offenen Wasserfläche. Die Paarung wird am Gewässer eingeleitet und danach in der benachbarten Vegetation fortgesetzt, wobei sich die Paare in etwa 20 Zentimetern Höhe in der Vegetation absetzen. Die eigentliche Begattung dauert etwa 15 bis 20 Minuten. Nach der Paarung und der Auflösung des Paarungsrads bilden die Tiere die für Heidelibellen typischen Paarungstandems, bei denen die Männchen die Weibchen mit den Cerci hinter dem Kopf ergreifen und beide Tiere gemeinsam fliegen.
Die Eier, die keine Gallerthülle besitzen, werden im Tandemflug über trockenem und leicht bewachsenem Grund, der hin und wieder überschwemmt wird, oder über Feuchtwiesen abgeworfen. Nur sehr selten erfolgt die Eiablage über Flachwasserbereichen.

### Larvalentwicklung
Die Larven schlüpfen erst aus den Eiern, wenn diese im Wasser liegen; auf trockenem Boden können die Eier wahrscheinlich zwei Winter überleben. Dabei kommt es bei Eiern, die bis Anfang August abgelegt werden, bei Wasserkontakt noch im selben Jahr zum Schlupf der Larven, während später gelegte Eier grundsätzlich überwintern. Die Entwicklung vom Larvenschlupf bis zur Emergenz dauert im Normalfall acht bis zehn Wochen, sie kann bei optimalen Bedingungen allerdings auch sehr viel schneller erfolgen und nach vier Wochen beendet sein. Während der Entwicklung kommt es zu acht bis elf Häutungen.
Nach Abschluss ihrer Entwicklung verlassen die Larven meist von Juni bis August das Gewässer zur Emergenz. Die Larvenhäute (Exuvien) findet man im Uferbereich des Gewässers, häufig an Halmen von Seggen (z. B. Zweizeilige Segge, Carex disticha), der Gewöhnlichen Sumpfbinse (Eleocharis palustris) und des Wiesen-Fuchsschwanzes (Alopecurus pratensis).

## Gefährdung und Schutz

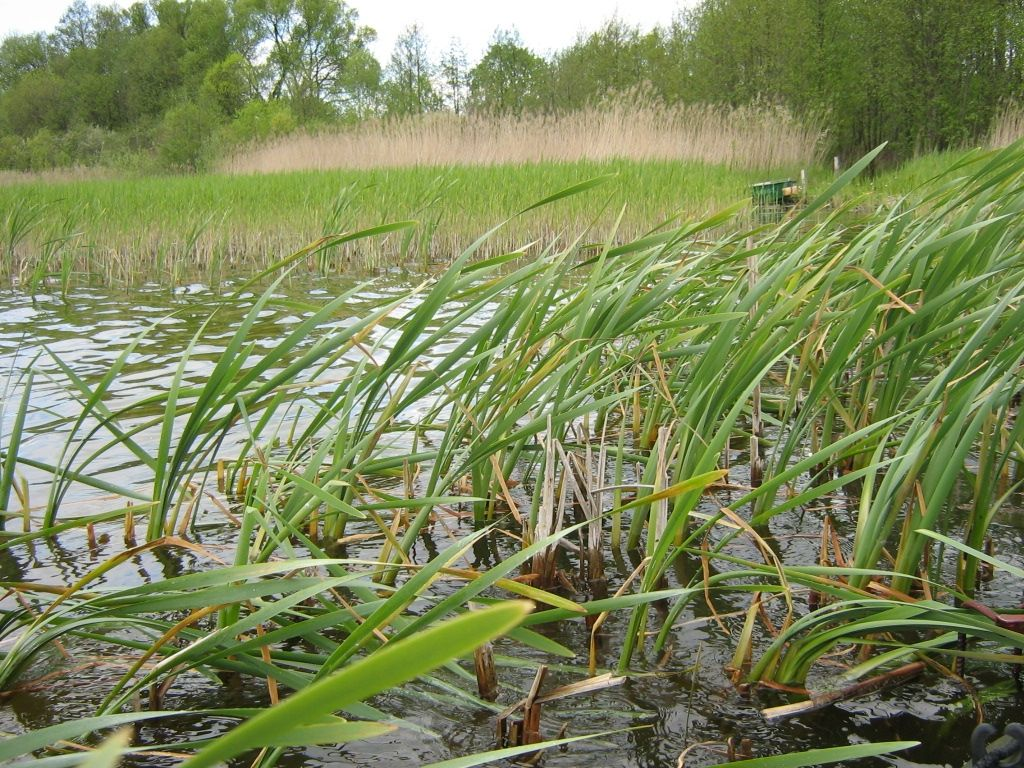
Gewässer mit Großröhricht wie dem Breitblättrigen Rohrkolben werden von der Gefleckten Heidelibelle kaum mehr angenommen

Während die Art früher häufig war, ist sie heute aufgrund der zunehmenden Vernichtung ihrer Biotope seltener anzutreffen. Sie wird in Deutschland in der Roten Liste als „gefährdet“ eingestuft, in einigen Bundesländern ist sie sogar „vom Aussterben bedroht“. Wie alle Libellen steht sie unter besonderem Artenschutz. Ähnlich verhält es sich auch in Österreich und der Schweiz. So gilt die Art in Kärnten als „gefährdet“, im Raum Wien dagegen als „vom Aussterben bedroht“ und in der gesamten Schweiz als „stark gefährdet“. Wegen ihrer zunehmenden Gefährdung wurde die Gefleckte Heidelibelle 2015 von der Gesellschaft deutschsprachiger Odonatologen und dem BUND in Deutschland zur Libelle des Jahres gekürt.
Der Rückgang der Biotope ist vor allem auf die zunehmende Entwässerung von Überschwemmungswiesen sowie auf die Bebauung oder intensive landwirtschaftliche Nutzung dieser Flächen zurückzuführen. In einigen Gebieten ist allerdings auch die stetige Grundwasserabsenkung der Ausschlag für ein vollständiges Trockenfallen ihrer Lebensräume.
Trotz der relativen Unempfindlichkeit der Larven gegenüber der Gewässereutrophierung kann auch die zunehmende Einleitung von Nährstoffen durch intensive landwirtschaftliche Nutzung im Nahbereich der Gewässer oder die Einleitung von Abwässern eine Ursache für den Rückgang der Libellen an diesen Gewässern darstellen. Durch diese Veränderung kommt es zu einer Verdrängung der Seggen durch Großröhrichtarten, etwa durch das Schilfrohr (Phragmites australis) oder den Rohrkolben (Typha sp.). Gewässer mit hohen Deckungsgraden dieser Pflanzen werden von den Tieren nicht mehr genutzt, da es keine sonnenexponierten Flachwasserbereiche mehr gibt. Dies betrifft nicht nur die Bestände der Gefleckten Heidelibelle, sondern auch jene anderer Libellenarten, vor allem der Glänzenden Binsenjungfer (Lestes dryas), oder sogar die Bestände von Amphibien wie dem Grasfrosch (Rana temporaria) und dem Laubfrosch (Hyla arborea).
Als Schutzmaßnahmen sind vor allem der Erhalt der Wasserdynamik der Entwicklungsgewässer mit regelmäßigen Überflutungen nötig. Dies kann nur erreicht werden, wenn auf Eingriffe in den Wasserhaushalt der Umgebung, die zu einer Absenkung des Wasserstandes führen können, verzichtet wird. Großröhrichte sollten durch Mahd zurückgedrängt werden, außerdem sollte ein erhöhter Eintrag von Nährstoffen verhindert werden. Die Entwicklungsgewässer der Libellen liegen sehr selten in Naturschutzgebieten, sodass hier ein Bedarf an einem Schutzstatus besteht. Der Nachweis größerer Populationen der Gefleckten Heidelibelle und der Glänzenden Binsenjungfer ist in manchen Bundesländern als Argument für einen Schutzstatus ausreichend.